# NGC 3943
NGC 3943 é uma galáxia espiral (S) localizada na direcção da constelação de Leo. Possui uma declinação de +20° 28' 45" e uma ascensão recta de 11 horas, 52 minutos e 56,6 segundos.
A galáxia NGC 3943 foi descoberta em 27 de Abril de 1865 por Heinrich Louis d'Arrest.